# Marco Baroni (allenatore)
Marco Baroni (Firenze, 11 settembre 1963) è un allenatore di calcio ed ex calciatore italiano, di ruolo difensore, tecnico del Torino.

## Carriera

### Giocatore

#### Club

Baroni al Napoli nel 1990

Dopo l'esordio in Serie A con la Fiorentina nel 1981-1982, passa la stagione successiva in Serie B al Monza, trasferendosi poi per due stagioni al Padova, nei cadetti. Torna nella massima serie con la casacca bianconera dell'Udinese nel 1985-1986, migrando la stagione successiva alla Roma. Nel 1987-1988 torna in Serie B, al Lecce allenato da Carlo Mazzone, dove da titolare ottiene la promozione; l'anno dopo segna all'esordio contro il Napoli.
A fine torneo va ai partenopei, che lo acquistano per 2 miliardi di lire (più il cartellino di Antonio Carannante). Con gli azzurri vince campionato e Supercoppa italiana, nel 1990. Nella prima stagione Baroni inoltre segna 2 gol, entrambi rimasti negli annali del Napoli: il primo (al Bologna) è il n. 3.000 nella storia del club, mentre il secondo (alla Lazio), all'ultima giornata, sancisce la vittoria del secondo scudetto partenopeo. Nell'annata seguente un suo errore ai tiri di rigore contro i russi dello Spartak Mosca costa ai campani l'eliminazione dalla Coppa dei Campioni 1990-1991.
Nel 1991 va al Bologna dove gioca due stagioni e, in seguito al fallimento della squadra felsinea, va al Poggibonsi, in Serie C2, per le ultime partite di campionato, terminato con la salvezza. Torna in Serie B nel campionato 1994-1995 nell'Ancona, con Attilio Perotti allenatore, dove diventa capitano.
L'anno successivo Perotti viene chiamato al Verona e porta con sé Baroni che, con 7 gol in 34 partite di campionato, diventa uno dei protagonisti della promozione degli scaligeri in Serie A. Anche nei due campionati successivi milita a Verona, sempre da protagonista e con la fascia di capitano al braccio, con un totale di 93 partite e 9 gol con la maglia gialloblù.
Ormai quasi trentacinquenne, nel campionato 1998-1999 passa alla Rondinella in Serie C2. Dopo 27 presenze nella squadra toscana, ne diviene allenatore. Da calciatore ha totalizzato 153 presenze e 8 reti in Serie A, e 256 presenze e 15 reti in Serie B.

#### Nazionale
Nella seconda metà degli anni 1980, Baroni ha vestito la maglia azzurra della nazionale italiana Under-21 in 16 occasioni, partecipando nel 1986 al campionato europeo di categoria chiuso dall'Italia al secondo posto (perso ai rigori con un suo errore dal dischetto, gli altri rigori falliti erano di Giannini e Desideri).

### Allenatore

#### I primi anni in provincia
Il 22 giugno 2000 diventa allenatore della squadra con cui ha chiuso la carriera agonistica, la Rondinella, mentre l'anno successivo è alla guida del Montevarchi. Nella stagione 2002-2003 affianca come vice il tecnico Alberto Malesani sulla panchina del Verona. Il 7 agosto 2003 approda alla Carrarese, venendo esonerato il 26 aprile 2004 dopo una sconfitta interna, lasciando il club all'ultimo posto. Dal 31 maggio 2005 allena il Südtirol, condotto fino ai play-off per la promozione in C1, senza però riuscire nell'impresa; il 21 dicembre 2006 viene ingaggiato dall'Ancona, da cui viene però esonerato il 19 marzo 2007.

#### L'esordio in Serie A con il Siena, le giovanili della Juventus e le esperienze in B
Il 22 giugno dello stesso anno assume il ruolo di allenatore della Primavera del Siena, che alla sua seconda stagione conduce, per la prima volta nella storia del club bianconero, alla finale per il titolo nazionale di categoria, persa in gara unica per 1-0 contro il Palermo. Il 29 ottobre 2009 viene scelto per sostituire l'esonerato Marco Giampaolo sulla panchina della prima squadra senese, ma dopo sole tre partite, in cui raccoglie un punto (a parte la vittoria sul Grosseto per 2-0 in Coppa Italia), il 23 novembre viene sostituito da Alberto Malesani; torna quindi ad allenare la formazione Primavera del club bianconero.
Il 22 giugno 2010 è nominato dal presidente della Cremonese, Giovanni Arvedi, allenatore della prima squadra per il campionato di Serie C1. A seguito degli insoddisfacenti risultati ottenuti (ritardo di 6 punti dalla prima in classifica) e della sconfitta per 3-0 sul campo della Reggiana, il 25 ottobre 2010 viene sollevato dall'incarico assieme al suo staff e sostituito da Leonardo Acori. Nell'estate 2011 viene chiamato dalla Juventus per ricoprire il ruolo di tecnico della squadra Primavera, con la quale in due anni metterà in bacheca il Torneo di Viareggio 2012 e la Coppa Italia Primavera 2012-2013. Il 1º luglio 2013 diventa allenatore della Virtus Lanciano, in Serie B. Al termine della stagione, in cui si è posizionato al decimo posto, risolve consensualmente il contratto con la società frentana.
Il 28 giugno 2014 diventa il nuovo tecnico del Pescara; il 16 maggio 2015, a una sola giornata dal termine del campionato, viene sollevato dalla guida tecnica dei biancazzurri, dopo la sconfitta esterna per 2-1 contro il Varese ultimo in classifica, lasciando la squadra nona in classifica e fuori dalla zona play-off, venendo sostituito dal tecnico della Primavera del club Massimo Oddo. Il 23 giugno seguente viene scelto come nuovo allenatore del Novara, formazione neopromossa in serie cadetta. A fine stagione, nonostante abbia raggiunto i play-off (dove è stato eliminato proprio dal Pescara, poi promosso in Serie A), non viene confermato sulla panchina della società piemontese.

#### Di nuovo in Serie A con Benevento e Frosinone
Il 29 giugno 2016 viene nominato nuovo tecnico del Benevento, promosso per la prima volta in Serie B. Dopo il quinto posto ottenuto nella stagione regolare della Serie B 2016-2017, l'8 giugno 2017 vince i play-off contro il Carpi e si aggiudica la promozione in Serie A, la prima in assoluto per la squadra sannita.
Il 23 ottobre 2017 viene esonerato dalla guida tecnica dei campani dopo nove sconfitte consecutive in Serie A (dieci in totale se si considera anche lo 0-4 con il Perugia in Coppa Italia), venendo sostituito da Roberto De Zerbi.
Il 19 dicembre 2018 viene nominato nuovo tecnico del Frosinone al posto di Moreno Longo. Tre giorni dopo, al debutto, pareggia in trasferta con l’Udinese per 1-1. Non riesce tuttavia a salvare la squadra laziale dalla retrocessione in Serie B e il 2 giugno 2019 risolve il proprio contratto col club frusinate.

#### Il ritorno in cadetteria: Cremonese e Reggina
L'8 ottobre 2019 torna alla Cremonese dopo nove anni. Viene esonerato l'8 gennaio successivo, con la squadra grigiorossa al
diciassettesimo posto del campionato di Serie B, per richiamare Massimo Rastelli.
Il 15 dicembre 2020 viene nominato nuovo tecnico della Reggina, in quel momento sedicesima in Serie B con soli 10 punti, sostituendo l'esonerato Domenico Toscano. Quattro giorni dopo, al debutto, perde per 3-1 in casa contro il Cittadella, ma i risultati seguenti saranno più che positivi: con 10 vittorie, 10 pareggi e 6 sconfitte termina il campionato all’undicesimo posto, con 50 punti conquistati.

#### Le annate con Lecce e Verona
Il 31 maggio 2021 lascia la squadra calabrese e nello stesso giorno viene nominato nuovo tecnico del Lecce, in Serie B. Conduce i salentini alla promozione in Serie A, ottenuta all'ultima giornata grazie alla vittoria casalinga per 1-0 contro il Pordenone, successo che permette ai pugliesi di chiudere il campionato cadetto al primo posto, per la seconda volta nella storia del club. Sotto la sua guida, nel campionato di Serie A 2022-2023, dopo aver stazionato sempre al di sopra della zona retrocessione, i giallorossi ottengono la salvezza alla penultima giornata, vincendo in trasferta per 1-0 contro il Monza, con il rigore al 101' di Lorenzo Colombo, assicurandosi il sedicesimo posto finale. Il 20 giugno 2023 la società leccese comunica di aver interrotto il rapporto con Baroni, in seguito al mancato accordo per il rinnovo del contratto, in scadenza alla fine del mese.
Il 1º luglio 2023 diventa il nuovo allenatore del Verona, con cui sigla un contratto annuale con rinnovo automatico in caso di salvezza. Malgrado nel mercato invernale la squadra, in quel momento terzultima insieme a Udinese e Cagliari, venga rivoluzionata, una scelta dettata da motivazioni economiche e tattiche, il tecnico toscano riesce a condurre i veneti ad una insperata salvezza con un turno d’anticipo, per poi chiudere al tredicesimo posto in classifica. L'11 giugno 2024 il club gialloblù comunica l'interruzione consensuale del rapporto professionale con Baroni.

#### Lazio
Nello stesso giorno in cui il tecnico fiorentino lascia il Verona, viene annunciato il suo ingaggio da parte della Lazio. Il 18 agosto 2024 debutta sulla panchina biancoceleste in Serie A nel match poi vinto in casa contro il Venezia per 3-1. Esordisce come allenatore nelle competizioni internazionali il 25 settembre successivo, nella partita di Europa League vinta per 3-0 in trasferta contro la Dinamo Kiev. Nonostante l'iniziale scettiscismo dell'ambiente biancoceleste, Baroni nei primi mesi sulla panchina della Lazio inanella una serie di risultati positivi, che gli consentono di ritrovarsi a fine ottobre al terzo posto in campionato, e addirittura al primo posto nella classifica unica di Europa League a punteggio pieno dopo quattro giornate. Tali risultati gli valgono il premio come allenatore del mese di ottobre della Serie A. Tuttavia nella seconda parte di stagione la Lazio ha un calo di rendimento e termina il campionato al settimo posto a pari punti con la Fiorentina (65) che però si qualifica alla Conference League in virtù del vantaggio negli scontri diretti. Il 2 giugno 2025 viene annunciato il suo esonero dal presidente del club capitolino Claudio Lotito.

#### Torino
Il 5 giugno 2025 Baroni diventa il nuovo allenatore del Torino, sempre in Serie A, con cui firma un contratto biennale.

## Statistiche

### Presenze e reti nei club
| Stagione          | Club              | Campionato        | Campionato | Campionato | Coppe nazionali | Coppe nazionali | Coppe nazionali | Coppe continentali | Coppe continentali | Coppe continentali | Altre coppe | Altre coppe | Altre coppe | Totale | Totale | Totale |
| Stagione          | Club              | Comp              | Pres       | Reti       | Comp            | Pres            | Reti            | Comp               | Pres               | Reti               | Comp        | Pres        | Reti        | Pres   | Reti   |        |
| ----------------- | ----------------- | ----------------- | ---------- | ---------- | --------------- | --------------- | --------------- | ------------------ | ------------------ | ------------------ | ----------- | ----------- | ----------- | ------ | ------ | ------ |
| 1981-1982         | Fiorentina        | A                 | 1          | 0          | CI              | 0               | 0               | -                  | -                  | -                  | -           | -           | -           | 1      | 0      |        |
| 1982-1983         | Monza             | B                 | 29         | 0          | CI              | 1               | 0               | -                  | -                  | -                  | -           | -           | -           | 30     | 0      |        |
| 1983-1984         | Padova            | B                 | 29         | 0          | CI              | 5               | 0               | -                  | -                  | -                  | -           | -           | -           | 34     | 0      |        |
| 1984-1985         | Padova            | B                 | 38         | 0          | CI              | 5               | 0               | -                  | -                  | -                  | -           | -           | -           | 43     | 0      |        |
| Totale Padova     | Totale Padova     | Totale Padova     | 67         | 0          |                 | 10              | 0               |                    | -                  | -                  |             | -           | -           | 77     | 0      |        |
| 1985-1986         | Udinese           | A                 | 24         | 0          | CI              | 6               | 0               | -                  | -                  | -                  | -           | -           | -           | 30     | 0      |        |
| 1986-1987         | Roma              | A                 | 19         | 2          | CI              | 6               | 1               | CdC                | 2                  | 0                  | -           | -           | -           | 27     | 3      |        |
| ago.-set. 1987    | Roma              | A                 | -          | -          | CI              | 4               | 0               | -                  | -                  | -                  | -           | -           | -           | 4      | 0      |        |
| Totale Roma       | Totale Roma       | Totale Roma       | 19         | 2          |                 | 10              | 1               |                    | 2                  | 0                  |             | -           | -           | 31     | 3      |        |
| set. 1987-1988    | Lecce             | B                 | 35         | 3          | CI              | 0               | 0               | -                  | -                  | -                  | -           | -           | -           | 35     | 3      |        |
| 1988-1989         | Lecce             | A                 | 33         | 2          | CI              | 8               | 0               | -                  | -                  | -                  | -           | -           | -           | 41     | 2      |        |
| Totale Lecce      | Totale Lecce      | Totale Lecce      | 68         | 5          |                 | 8               | 0               |                    | -                  | -                  |             | -           | -           | 76     | 5      |        |
| 1989-1990         | Napoli            | A                 | 33         | 2          | CI              | 5               | 0               | CU                 | 6                  | 1                  | -           | -           | -           | 44     | 3      |        |
| 1990-1991         | Napoli            | A                 | 21         | 0          | CI              | 6               | 0               | CC                 | 4                  | 1                  | SI          | 1           | 0           | 32     | 1      |        |
| ago.-set. 1991    | Napoli            | A                 | 0          | 0          | CI              | 1               | 0               | -                  | -                  | -                  | -           | -           | -           | 1      | 0      |        |
| Totale Napoli     | Totale Napoli     | Totale Napoli     | 54         | 2          |                 | 12              | 0               |                    | 10                 | 2                  |             | 1           | 0           | 77     | 4      |        |
| set. 1991-1992    | Bologna           | B                 | 25         | 1          | CI              | -               | -               | -                  | -                  | -                  | -           | -           | -           | 25     | 1      |        |
| 1992-1993         | Bologna           | B                 | 24         | 2          | CI              | 0               | 0               | -                  | -                  | -                  | -           | -           | -           | 24     | 2      |        |
| Totale Bologna    | Totale Bologna    | Totale Bologna    | 49         | 3          |                 | 0               | 0               |                    | -                  | -                  |             | -           | -           | 49     | 3      |        |
| 1993-1994         | Poggibonsi        | C2                | 12         | 3          | CI-C            | ?               | ?               | -                  | -                  | -                  | -           | -           | -           | 12+    | 3+     |        |
| 1994-1995         | Ancona            | B                 | 29         | 3          | CI              | 1               | 0               | -                  | -                  | -                  | -           | -           | -           | 30     | 3      |        |
| 1995-1996         | Verona            | B                 | 34         | 7          | CI              | 1               | 0               | -                  | -                  | -                  | -           | -           | -           | 35     | 7      |        |
| 1996-1997         | Verona            | A                 | 26         | 0          | CI              | 3               | 0               | -                  | -                  | -                  | -           | -           | -           | 29     | 0      |        |
| 1997-1998         | Verona            | B                 | 27         | 2          | CI              | 2               | 0               | -                  | -                  | -                  | -           | -           | -           | 29     | 2      |        |
| Totale Verona     | Totale Verona     | Totale Verona     | 87         | 9          |                 | 6               | 0               |                    | -                  | -                  |             | -           | -           | 93     | 9      |        |
| 1998-1999         | Rondinella        | CND               | 23         | 5          | CI-D            | ?               | ?               | -                  | -                  | -                  | -           | -           | -           | 23+    | 5+     |        |
| 1999-2000         | Rondinella        | C2                | 27         | 0          | CI-C            | ?               | ?               | -                  | -                  | -                  | -           | -           | -           | 27     | 0      |        |
| Totale Rondinella | Totale Rondinella | Totale Rondinella | 50         | 5          |                 | 0+              | 0+              |                    | -                  | -                  |             | -           | -           | 50+    | 5+     |        |
| Totale carriera   | Totale carriera   | Totale carriera   | 489        | 32         |                 | 54+             | 1+              |                    | 12                 | 2                  |             | 1           | 0           | 556+   | 35+    |        |

### Statistiche da allenatore
Statistiche aggiornate al 1º luglio 2025. In grassetto le competizioni vinte.
| Stagione            | Squadra          | Campionato       | Campionato | Campionato | Campionato | Campionato | Coppe nazionali | Coppe nazionali | Coppe nazionali | Coppe nazionali | Coppe nazionali | Coppe continentali | Coppe continentali | Coppe continentali | Coppe continentali | Coppe continentali | Altre coppe | Altre coppe | Altre coppe | Altre coppe | Altre coppe | Totale | Totale | Totale | Totale | % Vittorie | Piazzamento      |
| Stagione            | Squadra          | Comp             | G          | V          | N          | P          | Comp            | G               | V               | N               | P               | Comp               | G                  | V                  | N                  | P                  | Comp        | G           | V           | N           | P           | G      | V      | N      | P      | %          | Piazzamento      |
| ------------------- | ---------------- | ---------------- | ---------- | ---------- | ---------- | ---------- | --------------- | --------------- | --------------- | --------------- | --------------- | ------------------ | ------------------ | ------------------ | ------------------ | ------------------ | ----------- | ----------- | ----------- | ----------- | ----------- | ------ | ------ | ------ | ------ | ---------- | ---------------- |
| 2000-2001           | Rondinella       | C2               | 34         | 11         | 12         | 11         | CI-C            | 4               | 1               | 1               | 2               | -                  | -                  | -                  | -                  | -                  | -           | -           | -           | -           | -           | 38     | 12     | 13     | 13     | 31,58      | 8º               |
| lug.-nov. 2001      | Montevarchi      | C2               | 12         | 3          | 4          | 5          | CI-C            | 4               | 1               | 0               | 3               | -                  | -                  | -                  | -                  | -                  | -           | -           | -           | -           | -           | 16     | 4      | 4      | 8      | 25,00      | Eson.            |
| 2003-apr. 2004      | Carrarese        | C2               | 32         | 7          | 10         | 15         | CI-C            | 4               | 0               | 0               | 4               | -                  | -                  | -                  | -                  | -                  | -           | -           | -           | -           | -           | 36     | 7      | 10     | 19     | 19,44      | Eson.            |
| 2005-2006           | Südtirol         | C2               | 34+2       | 14+0       | 13+2       | 7+0        | CI-C            | 10              | 3               | 4               | 3               | -                  | -                  | -                  | -                  | -                  | -           | -           | -           | -           | -           | 46     | 17     | 19     | 10     | 36,96      | 4º               |
| dic. 2006-mar. 2007 | Ancona           | C1               | 10         | 1          | 2          | 7          | CI-C            | -               | -               | -               | -               | -                  | -                  | -                  | -                  | -                  | -           | -           | -           | -           | -           | 10     | 1      | 2      | 7      | 10,00      | Sub., Eson.      |
| ott.-nov. 2009      | Siena            | A                | 3          | 0          | 1          | 2          | CI              | 1               | 1               | 0               | 0               | -                  | -                  | -                  | -                  | -                  | -           | -           | -           | -           | -           | 4      | 1      | 1      | 2      | 25,00      | Sub., Eson.      |
| lug.-ott. 2010      | Cremonese        | 1D               | 10         | 3          | 4          | 3          | CI+CI-LP        | 2+1             | 1+1             | 0+0             | 1+0             | -                  | -                  | -                  | -                  | -                  | -           | -           | -           | -           | -           | 13     | 5      | 4      | 4      | 38,46      | Eson.            |
| 2013-2014           | Virtus Lanciano  | B                | 42         | 15         | 15         | 12         | CI              | 1               | 0               | 0               | 1               | -                  | -                  | -                  | -                  | -                  | -           | -           | -           | -           | -           | 43     | 15     | 15     | 13     | 34,88      | 10º              |
| 2014-mag. 2015      | Pescara          | B                | 41         | 15         | 13         | 13         | CI              | 3               | 1               | 1               | 1               | -                  | -                  | -                  | -                  | -                  | -           | -           | -           | -           | -           | 44     | 16     | 14     | 14     | 36,36      | Eson.            |
| 2015-2016           | Novara           | B                | 42+3       | 19+1       | 10+0       | 13+2       | CI              | 2               | 1               | 0               | 1               | -                  | -                  | -                  | -                  | -                  | -           | -           | -           | -           | -           | 47     | 21     | 10     | 16     | 44,68      | 8º               |
| 2016-2017           | Benevento        | B                | 42+5       | 18+3       | 12+2       | 12+0       | CI              | 1               | 0               | 1               | 0               | -                  | -                  | -                  | -                  | -                  | -           | -           | -           | -           | -           | 48     | 21     | 15     | 12     | 43,75      | 5º (prom.)       |
| lug.-ott. 2017      | Benevento        | A                | 9          | 0          | 0          | 9          | CI              | 1               | 0               | 0               | 1               | -                  | -                  | -                  | -                  | -                  | -           | -           | -           | -           | -           | 10     | 0      | 0      | 10     | &0,00      | Eson.            |
| Totale Benevento    | Totale Benevento | Totale Benevento | 51+5       | 18+3       | 12+2       | 21+0       |                 | 2               | 0               | 1               | 1               |                    | -                  | -                  | -                  | -                  |             | -           | -           | -           | -           | 58     | 21     | 15     | 22     | 36,21      |                  |
| dic. 2018-2019      | Frosinone        | A                | 22         | 4          | 5          | 13         | CI              | -               | -               | -               | -               | -                  | -                  | -                  | -                  | -                  | -           | -           | -           | -           | -           | 22     | 4      | 5      | 13     | 18,18      | Sub. 19º (retr.) |
| ott. 2019-gen. 2020 | Cremonese        | B                | 11         | 2          | 5          | 4          | CI              | 1               | 1               | 0               | 0               | -                  | -                  | -                  | -                  | -                  | -           | -           | -           | -           | -           | 12     | 3      | 5      | 4      | 25,00      | Sub., Eson.      |
| Totale Cremonese    | Totale Cremonese | Totale Cremonese | 21         | 5          | 9          | 7          |                 | 4               | 3               | 0               | 1               |                    | -                  | -                  | -                  | -                  |             | -           | -           | -           | -           | 25     | 8      | 9      | 8      | 32,00      |                  |
| dic. 2020-2021      | Reggina          | B                | 26         | 10         | 10         | 6          | CI              | -               | -               | -               | -               | -                  | -                  | -                  | -                  | -                  | -           | -           | -           | -           | -           | 26     | 10     | 10     | 6      | 38,46      | Sub. 11º         |
| 2021-2022           | Lecce            | B                | 38         | 19         | 14         | 5          | CI              | 3               | 2               | 0               | 1               | -                  | -                  | -                  | -                  | -                  | -           | -           | -           | -           | -           | 41     | 21     | 14     | 6      | 51,22      | 1º (prom.)       |
| 2022-2023           | Lecce            | A                | 38         | 8          | 12         | 18         | CI              | 1               | 0               | 1               | 0               | -                  | -                  | -                  | -                  | -                  | -           | -           | -           | -           | -           | 39     | 8      | 13     | 18     | 20,51      | 16º              |
| Totale Lecce        | Totale Lecce     | Totale Lecce     | 76         | 27         | 26         | 23         |                 | 4               | 2               | 1               | 1               |                    | -                  | -                  | -                  | -                  |             | -           | -           | -           | -           | 80     | 29     | 27     | 24     | 36,25      |                  |
| 2023-2024           | Verona           | A                | 38         | 9          | 11         | 18         | CI              | 2               | 1               | 0               | 1               | -                  | -                  | -                  | -                  | -                  | -           | -           | -           | -           | -           | 40     | 10     | 11     | 19     | 25,00      | 13º              |
| 2024-2025           | Lazio            | A                | 38         | 18         | 11         | 9          | CI              | 2               | 1               | 0               | 1               | UEL                | 12                 | 8                  | 2                  | 2                  | -           | -           | -           | -           | -           | 52     | 27     | 13     | 12     | 51,92      | 7º               |
| 2025-2026           | Torino           | A                | 0          | 0          | 0          | 0          | CI              | 1               | 1               | 0               | 0               | -                  | -                  | -                  | -                  | -                  | -           | -           | -           | -           | -           | 1      | 1      | 0      | 0      | 100,00&    | in corso         |
| Totale carriera     | Totale carriera  | Totale carriera  | 532        | 180        | 168        | 184        |                 | 44              | 16              | 8               | 20              |                    | 12                 | 8                  | 2                  | 2                  |             | -           | -           | -           | -           | 588    | 204    | 178    | 206    | 34,69      |                  |

## Palmarès

### Giocatore

#### Club

##### Competizioni nazionali
- Campionato italiano: 1

Napoli: 1989-1990
- Supercoppa italiana: 1

Napoli: 1990
- Campionato Nazionale Dilettanti: 1

Rondinella: 1998-1999

### Allenatore

#### Club

##### Competizioni giovanili
- Torneo di Viareggio: 1

Juventus: 2012
- Coppa Italia Primavera: 1

Juventus: 2012-2013

##### Competizioni nazionali
- Campionato italiano di Serie B: 1

Lecce: 2021-2022

#### Individuale
- Trofeo Maestrelli al miglior allenatore delle giovanili: 1[41]

2011-2012